# 上海市公共数据开放平台
上海市公共数据开放平台是中華人民共和國上海市的一個公共數據查詢平台，也是該國最早上线的政府公共数据开放平台，於2012年上半年上線，2019年11月19日，改版後的平台開通運行。改版後的平台上線時平台有2100项公共数据集，覆蓋醫療、交通、旅遊等各個領域。

## 外部連結
- 官方网站